# Karl Grafen
Karl Grafen (Essen-Altenessen, 9 de maio de 1915 – 6 de fevereiro de 1968) foi um comandante de U-Boot que serviu na Kriegsmarine durante a Segunda Guerra Mundial.

## Carreira
Karl Grafen iniciou a sua carreira militar ao ingressar na marinha de guerra alemã no ano de 1935. Assumiu o comando do U-20 da classe IIB no dia 1 de novembro de 1943 com o qual realizou cinco patrulhas de guerra como comandante.

### Primeira Patrulha de Guerra
Karl Grafen saiu em sua primeira patrulha de guerra a partir do porto de Konstanza no dia 8 de novembro de 1943. A patrulha se deu no mar Negro, tendo parado para reabastecer por duas vezes no porto de Sebastopol nos dias 10 de novembro e 7 de dezembro.
Localizou um comboio composto por um navio petroleiro e navios de escolta perto de Gogra e disparou dois torpedos às 06h02min do dia 29 de novembro de 1943. Nenhuma detonação foi ouvida, então Grafen assumiu que eles tinham errado o disparo, mas na verdade um torpedo atingiu o navio Peredovik e apenas fez um pequeno buraco no casco.
Retornou para a base de Konstanza no dia 9 de dezembro de 1943 após uma patrulha que durou 32 dias.

### Segunda Patrulha de Guerra
Saiu em sua segunda patrulha de guerra no dia 1 de janeiro de 1944 a partir do porto de Konstanza, realizando patrulhas no mar Negro entre as cidades de Gagra, Sucumi e Batumi.
Localizou o navio petroleiro Vaijan Kutur’e no dia 16 de janeiro de 1944 e disparou três torpedos contra este às 16h23min, próximo do Cabo Anakria, atingindo o navio na popa com um torpedo, fazendo com que este afundasse às 06h08min do dia seguinte . Dos 64 tripulantes, quatro morreram e os demais 60 sobreviventes foram resgatados pelos navios de escolta composta por quatro caça-minas e dez barcos de patrulha. Dois dias após o ataque o U-20 passou pelo local do ataque e foram detectadas manchas de óleo na água.
Retornou para a base de Konstanza no dia 26 de janeiro de 1944 após permanecer na patrulha por 26 dias.

### Terceira Patrulha de Guerra
Saiu em sua terceira patrulha de guerra a partir do porto de Konstanza no dia 22 de fevereiro de 1944, onde patrulhou o mar Negro. A patrulha se dividiu em duas fases, onde primeiro largou minas próximo de Poti e em seguida patrulhou as águas entre Batumi e Poti. Permaneceu em patrulha até o dia 27 de março de 1944, quando retornou para o porto de Konstanza após uma patrulha que durou 35 dias.

### Quarta Patrulha de Guerra
Saiu em sua quarta patrulha de guerra no dia 11 de junho de 1944 a partir do porto de Konstanza. A patrulha ocorreu no mar Negro entre as cidades de Trabzon, Poti e Gagra.
Localizou o navio Pestel´ (comandante S.N. Kushnarenko) no dia 19 de junho de 1944, disparando dois torpedos às 20h28min, fazendo com que este quebrasse em dois e afundasse às 22h20min  próximo de Trabzon. O comandante e outros 17 tripulantes morreram no ataque e os demais foram resgatados por navios de escolta que chegaram mais tarde.
Às 10h50min do dia 24 de junho atacaram e afundaram o navio soviético DB-26 com disparos de canhão e cargas de demolição . Não há registros de sobreviventes nem de mortos.
Retornou para a base de Konstanza no dia 11 de julho de 1944 após ter permanecido em patrulha por 31 dias.

### Quinta Patrulha de Guerra
Saiu em sua quinta patrulha de guerra a partir da base de Konstanza indo em direção ao mar Negro.
Ficou sem combustível e a marinha turca ficou relutante em querer comprar o U-20, sendo abertos buracos em seu casco para afundar no dia 10 de setembro de 1944  próximo de Erekli, Turquia.

### Patentes
| Oberleutnant zur See | 1 de novembro de 1943 |

### Condecorações
| Cruz de Ferro 2ª Classe |                     |
| Cruz de Ferro 1ª Classe |                     |
| Cruz Germânica em Ouro  | 14 de julho de 1944 |

### Patrulhas
|       | U-Boot | Partida                 | Partida    | Chegada                | Chegada    | Dias     | Toneladas |
| ----- | ------ | ----------------------- | ---------- | ---------------------- | ---------- | -------- | --------- |
| 1     | U-20   | 8 de novembro de 1943   | Konstanza  | 9 de dezembro de 1943  | Konstanza  | 32 dias  | 1 846     |
| 2     | U-20   | 1 de janeiro de 1944    | Konstanza  | 26 de janeiro de 1944  | Konstanza  | 26 dias  | 7 602     |
| 3     | U-20   | 22 de fevereiro de 1944 | Konstanza  | 1 de março de 1944     | Sevastopol | 9 dias   |           |
| 3     | U-20   | 2 de março de 1944      | Sevastopol | 27 de março de 1944    | Konstanza  | 26 dias  |           |
| 4     | U-20   | 11 de junho de 1944     | Konstanza  | 11 de julho de 1944    | Konstanza  | 31 dias  | 1 859     |
| 5     | U-20   | 19 de agosto de 1944    | Konstanza  | 10 de setembro de 1944 | afundado   | 23 dias  |           |
| Total | Total  | Total                   | Total      | Total                  | Total      | 147 dias | 11 494 t  |

### Navios afundados
Navios afundados por Karl Grafen:
- 3 navios afundados num total de 2 046 GRT
- 1 navio danificado num total de 1 846 GRT
- 1 navio com perda total com 7 602 GRT

| Data                   | U-Boot | Nome da Embarcação           | Toneladas | Nacionalidade | Local do ataque     |  |
| ---------------------- | ------ | ---------------------------- | --------- | ------------- | ------------------- |  |
| 29 de novembro de 1943 | U-20   | Peredovik (danificado)       | 1 846     | soviético     |                     |  |
| 16 de janeiro de 1944  | U-20   | Vaijan Kutur’e (perda total) | 7 602     | soviético     | 42° 21' N 41° 31' E |  |
| 7 de abril de 1944     | U-20   | Rion (mina)                  | 187       | soviético     |                     |  |
| 19 de junho de 1944    | U-20   | Pestel                       | 1 850     | soviético     | 41° 03' N 39° 42' E |  |
| 24 de junho de 1944    | U-20   | DB-26                        | 9         | soviético     | 43° 17' N 40° 14' E |  |
| Total                  | Total  | Total                        | 11 494 t  |               |                     |  |

## Coordenadas
1. ↑  em posição 42° 21' N 41° 31' E
2. ↑  em posição 41° 03' N 39° 42' E
3. ↑  em posição 43° 17' N 40° 14' E
4. ↑  em posição 41° 16' N 31° 26' E